# Nomada piccioliana
Nomada piccioliana ist eine Biene aus der Familie der Apidae. 

## Merkmale
Die Bienen haben eine Körperlänge von 7 bis 9 Millimeter. Der Kopf und Thorax der Weibchen ist schwarz und ist rot gezeichnet. Die Tergite sind rot und haben gelbe Flecken und sind basal teilweise schwarz. Das Labrum ist rot und hat kleine Zähnchen. Das dritte Fühlerglied ist gleich lang wie oder etwas kürzer als das vierte. Das Schildchen (Scutellum) ist rot und schwach gehöckert. Die Schienen (Tibien) der Hinterbeine sind am Ende stumpf und haben drei bis fünf kurze, dicke Dörnchen. Bei den Männchen ist der Kopf und Thorax schwarz und hat eine gelbe Zeichnung. Die Tergite sind basal und teilweise auch auf der Scheibe schwarz, ansonsten rot mit großen gelben Flecken. Das Labrum ist gelb. Das dritte Fühlerglied ist deutlich kürzer als das vierte. Das Schildchen ist schwarz. Die Schenkel (Femora) der mittleren und hinteren Beine sind unten auffällig kurz behaart. Die Schienen der Hinterbeine sind am Ende stumpf und haben zwei oder drei dicke, kurze Dörnchen.

## Vorkommen und Lebensweise
Die Art ist in Süd- und vereinzelt auch in Mitteleuropa verbreitet. Die Tiere fliegen von Mitte Mai bis Ende Juli. Sie parasitieren Andrena combinata.

## Belege
Felix Amiet, M. Herrmann, A. Müller, R. Neumeyer: Fauna Helvetica 20: Apidae 5. Centre Suisse de Cartographie de la Faune, 2007, ISBN 978-2-88414-032-4.